# 葡屬印度
葡屬印度（葡萄牙語：或）由過去葡萄牙於印度的殖民地所組成。1947年印度獨立時，葡萄牙於印度的殖民地包括位於其西岸的果阿、達曼-第烏，以及位於達曼內陸的達德拉-納加爾哈維利。葡屬印度有時亦統稱果阿。

## 歷史

### 葡萄牙人登陸及佔領
首位抵達印度的葡萄牙人是瓦斯科·達·伽馬。他於1498年5月20日在卡利卡特（即現今的科澤科德）登陸。此後葡萄牙一直控制該地區。

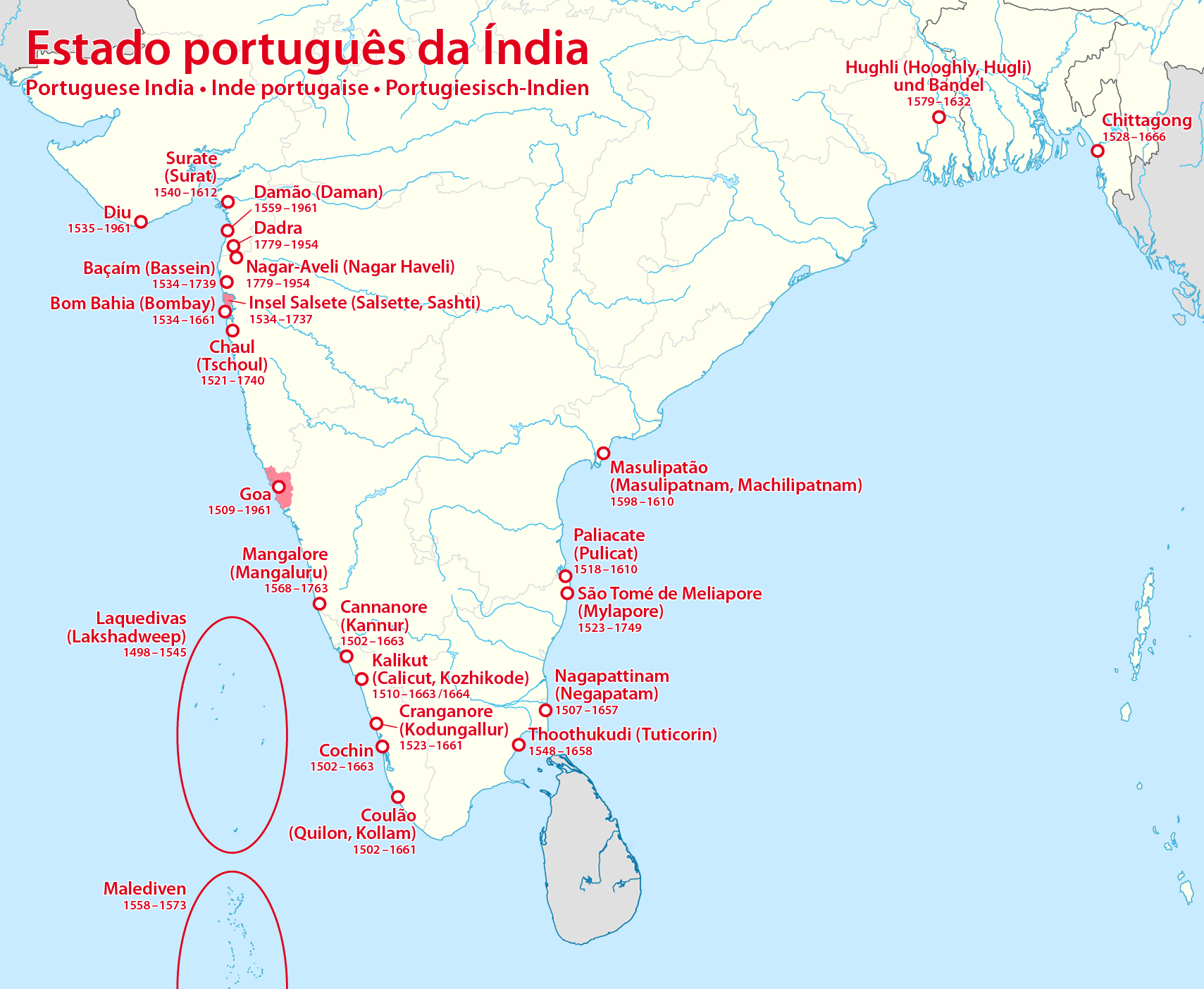
1502–1961年間葡萄牙在印度的領地 (紅色)

### 印度獨立
當印度於1947年正式獨立後，即要求把葡屬印度的主權移交印度，但即使國際法庭及聯合國大會於1950年代皆就此作出對印度有利的議決，葡萄牙均沒有答應。
1954年，一群印度義民佔據了達德拉-納加爾哈維利。葡萄牙要求印度允許葡國部隊穿越印度國土進入這塊轄地恢復管治，但印度拒絕。1961年8月，印度正式佔領該地，成為印度的一個聯邦屬地。1961年12月12日，印度向果阿、達曼及第烏发动进军，經過26小時的交火，成功佔領該三處地方，将其納入印度版圖。初時三地共組成為印度的一個聯邦屬地，至1987年5月30日果阿成為印度的一個邦，而達曼-第烏則繼續保持為一個聯邦屬地。2019年7月，印度政府提議將兩個聯邦屬地合併為一個聯邦屬地，以減少服務重複和降低行政成本。為此目的製定的立法，即《2019年達德拉-納加爾哈維利和達曼-第烏 (聯邦屬地合併) 法》，於2019年11月26日提交印度議會，並由印度總統於2019年12月9日批准。
葡屬印度被佔領後，葡萄牙的薩拉查政權一直拒絕承認印度對該地的主權，並繼續保留該地於葡萄牙國民議會中的席位。1974年，葡萄牙「四二五革命」後，新政府宣佈放棄所有殖民地，因而同時承認了印度對原葡屬印度的主權，並恢復與印度的外交關係。然而，葡萄牙政府同時承諾繼續保留前葡屬印度人民作為葡萄牙公民的權利。

## 外部連結
- 葡屬印度歷任總督列表（葡萄牙語：Lista de governadores da Índia Portuguesa）（葡萄牙文）